# Ettore Rigotti
Ettore Rigotti (Turín, 24 de abril de 1979) es un músico, productor y multintrumentista italiano, propietario de Coroner Records. Este gran hombre toca la guitarra, bajo, batería y teclados en la banda de death metal melódico Disarmonia Mundi. 

## Producciones
Ettore ha producido álbumes para las siguientes bandas: 
- Neptune − Acts of Supremacy
- Slowmotion Apocalypse − Obsidian
- Destrage − Urban Being
- Forgotten Tears - Still Nothing Inside
- Mainline − From Oblivion to Salvation
- Through Your Silence − Whispers to the Void
- Ground Zero − The Zero Hour
- Stigma − Epitaph of Pain
- Todos los álbumes de Disarmonia Mundi